# Skovelgrävhjul
Ett skovelgrävhjul är den del av antingen en skovelhjulsgrävmaskin eller ett mudderverk som utför grävningen. 
Lite olika utföranden finns, men principen går ut på att ett skovelförsett hjul lastar upp massor som tippas in mot mitten av hjulet varifrån massorna transporteras på ett band  ut från grävhjulet.

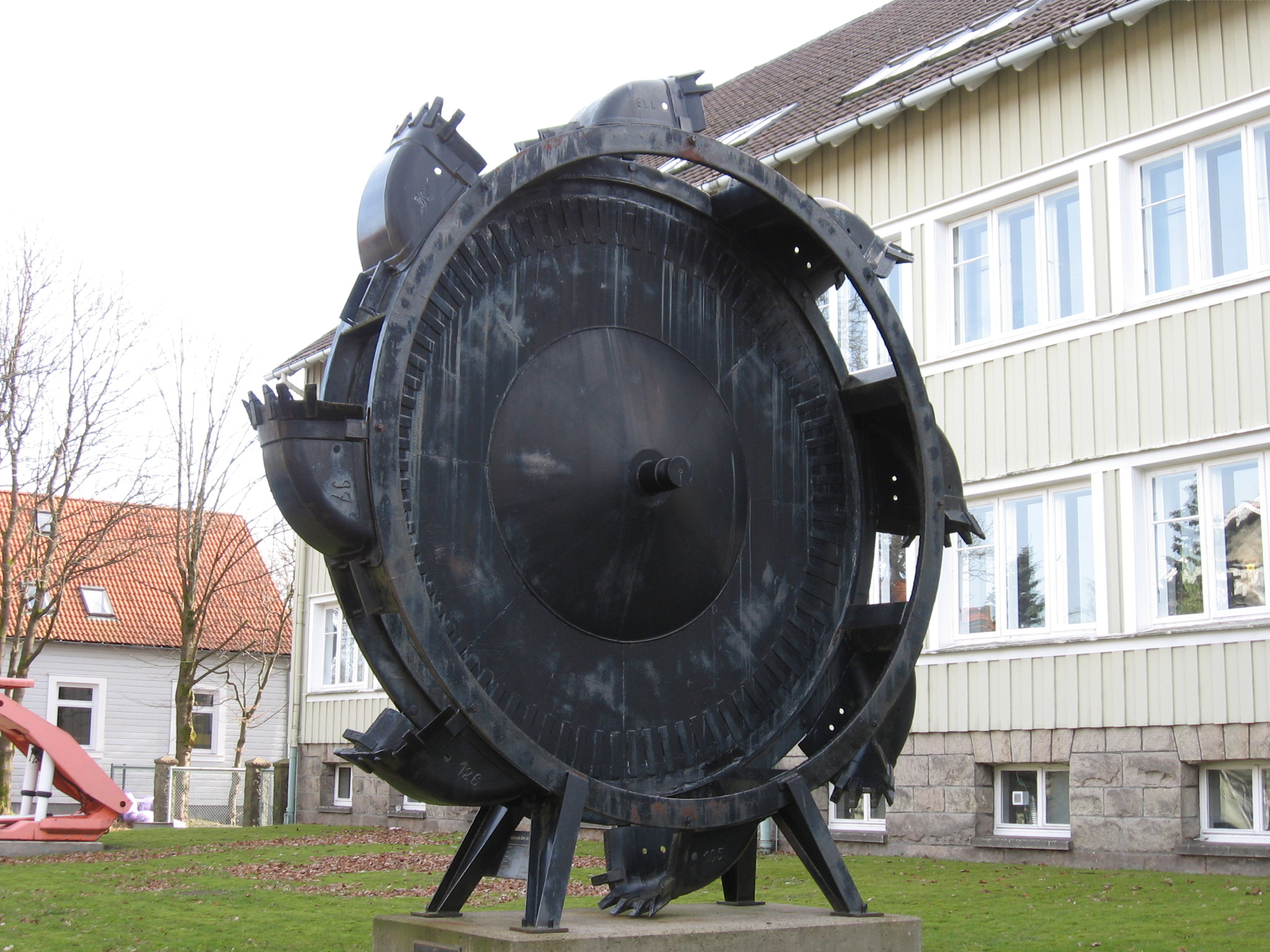
Ett skovelgrävhjul uppställt som minnesmärke.

Skovelgrävhjulet kan bestå av ett på ena sidan heltäckt hjul som på sin omkrets har skovlar, vilka sitter mellan den heltäckta delen och ett öppet hjul som sitter ihop med ekrar.  I vissa fall är skovelns insida inuti hjulet en med grävmaskinen fast plåt på vilket massorna kasar upp mot tipp-punkten, som är i hjulets övre del, då massorna rasar in mot mitten och transportbandet.